# Gemeinschaftserlebnis Sport

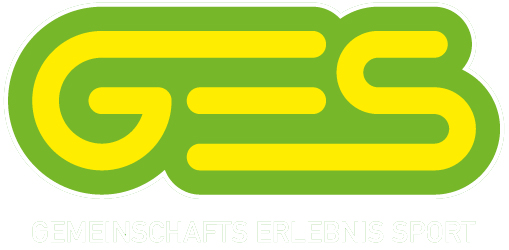
Logo des Gemeinschaftserlebnis Sport

Das Gemeinschaftserlebnis Sport (GES) setzt seit 1995 sportpädagogische Bildungsangebote in Stuttgart um. Begonnen wurde in den drei Stuttgarter Stadtbezirken Feuerbach, Wangen und Stuttgart-West. Inzwischen ist das GES in allen 23 Stuttgarter Stadtbezirken aktiv.
Dem GES wird dabei eine zentrale Bedeutung in der Sportstruktur, auch über die Stadtgrenzen hinaus, zuteil. Für seine langjährige Arbeit an der Schnittstelle Sport und Soziales wurde das GES 2014 mit dem höchstdotierten Sozialpreis Deutschlands, dem Integrationspreis des Deutschen Fußball-Bundes und von Mercedes-Benz, ausgezeichnet.
Der Sitz des GES befindet sich im SpOrt Stuttgart in Stuttgart-Bad Cannstatt, direkt neben der MHPArena. Träger des Programms sind der Sportkreis Stuttgart e.V. und die Landeshauptstadt Stuttgart sowie das Ministerium für Kultus, Jugend und Sport (in der Modellphase von 1995–1998).

## Allgemein
Das GEMEINSCHAFTERLEBNIS SPORT (GES) eröffnet durch sportpädagogische Angebote im Bereich „Sport, Spiel, Spaß, Bewegung“ Bildungschancen unter besonderer Berücksichtigung der Lebenssituation der Stuttgarter Kinder und Jugendlichen. So werden junge Menschen in ihrer individuellen und sozialen Entwicklung gefördert. Das GES trägt dazu bei, Benachteiligungen abzubauen oder zu vermeiden und positive Lebensbedingungen für junge Menschen sowie eine kind- und jugendfreundliche Umwelt zu erhalten oder zu schaffen.
Die Angebote im GES haben sich von den institutionellen Regelungen des Sports zum Teil gelöst und bieten zielgruppenorientierte, ansprechende und passgenaue Organisationsformen von Sport, Bildungs- und Jugendarbeit an. Das GES arbeitet im Vorfeld der Sportvereine und als enger Partner von Schule sowie Kinder- und Jugendhilfe.
Sport, Spiel sowie weitere bewegungspädagogische Ansätze sind in der Lage, wenn sie wie im GES in einem Betreuungs-, Bildungs- und Erziehungskonzept eingebunden sind, Kinder und Jugendliche zu vielfältigen Handlungs- und Erfolgsmöglichkeiten zu führen sowie Teilhabemöglichkeiten zu schaffen.
Die Hauptaufgabe des Programms besteht darin, kostenlose, offene und an den Bedürfnissen der Kinder und Jugendlichen ausgerichtete Sportangebote vorzuhalten. Die Maßnahmen im GES zielen darauf ab, an den Fähigkeiten der Teilnehmer anzusetzen und diese je nach persönlicher Disposition weiterzuentwickeln. In den unterschiedlichen Sportangeboten kommt es zu einer Verbindung, Zusammenführung und Integration von Kindern und Jugendlichen beiderlei Geschlechts aus allen Schularten, Kulturen und verschiedener sozialer Herkunft. Diese Konstellation stellt ein ideales Lernfeld, speziell für den Erwerb von sozialen Kompetenzen dar. Für diese Zielerreichung ist der Aufbau einer vertrauensvollen Beziehung zu den Teilnehmern wichtig.

## Ziele und Zielgruppen
Aufgrund aktueller bildungs-, jugend- und sportpolitischer Herausforderungen hat sich das GES folgende Schwerpunkte gesetzt:
- Vernetzte und nachhaltige Bildungsarbeit an der Schnittstelle Sport, Schule/Kita und sozialer Arbeit
- Förderung der Lebens- und Alltagskompetenzen der Kinder und Jugendlichen – vor allem in benachteiligenden Lebenslagen – zur besseren (sozialen) Integration
- Förderung von Toleranz, Respekt und Sensibilisierung für eine Vielfaltskultur
- Hinführung zu sozial kompetentem Verhalten
- Gewaltprävention – Vorbeugung und Intervention bei Jugend(gruppen)gewalt
- Gesundheitliche Prävention – Bewegung und Sport im Lebensalltag von Kindern und Jugendlichen verankern

## Sportangebote
Die sportpädagogischen Angebote unterteilen sich in unterschiedliche Module, wodurch mehrere Interessenfelder abgedeckt werden. Allgemein sind die Angebote für jeden offen, kostenlos und freiwillig.

### Regelsportangebote
Seit der Gründung des GES sind die Regelsportangebote das Kerngeschäft des Programms. Pro Schuljahr werden rund 80 Angebote regelmäßig einmal in der Woche (außer in den Schulferien) angeboten. Dadurch wird den Schülern ermöglicht, unabhängig von Kultur, sozialem Umfeld und Schulzugehörigkeit neue Sportarten beziehungsweise neue Bewegungsfelder auszuprobieren. Die Teilnehmerzahlen variieren je nach Angebot zwischen fünf und 30 Teilnehmer. Die Angebote finden in der Regel zwischen 13.00 und 17.00 Uhr statt.

### GETS (Gemeinschaftserlebnis Sport im Ganztag)
Sport- und Spielangebote an Ganztags(grund)schulen sind zusätzliche und vor allem neue Angebote. Durch die speziellen Rahmenbedingungen an den Ganztagsschulen erfordern diese Angebote unter dem Motto „Sport für alle“ einen zusätzlichen Qualifizierungsbedarf.

### Doppel(S)pass
Eine Erweiterung der Regelsportangebote bilden seit 2012 die Sportangebote in Doppel(S)pass. Diese richten sich primär an Kinder und Jugendliche der Stuttgarter Förderschulen, deren sportliche Förderung sowie sozialen Fähigkeiten und Fertigkeiten oftmals nur schwach ausgeprägt sind. Doppel(S)pass wird durch die Andreas und Romana von Holtzbrinck-Stiftung finanziert und läuft bis mindestens 2018.

### Kick Mit – Fußball verbindet
Seit 1996 führt das GES samstagvormittags offene und kostenlose Fußballturniere durch. Daraus entwickelte sich 2002 die Fußballturnierserie „Kick Mit – Fußball verbindet“ in Kooperation mit der Stuttgarter Jugendhaus Gesellschaft (StJG).
Die Turnierserie richtet sich stadtbezirksübergreifend an Mädchen und Jungen im Alter zwischen 14 und 17 Jahren. Während der Saison von September bis April werden Turniere in zehn verschiedenen Hallen ausgetragen. Die Platzierung ist abhängig von den erzielten Ergebnissen, als auch von der regelmäßigen Teilnahme. Durch dieses Konzept werden die Kinder und Jugendlichen freiwillig, über einen längeren Zeitraum an das Angebot gebunden, wodurch ein vertrauter Zugang zu teilweise auch verhaltensauffälligeren Teilnehmern erzielt wird.

### Nachtsport/Basketball um Mitternacht
Mit Basketball um Mitternacht (BuM) reagierte das GES auf das veränderte Freizeitverhalten der Jugendlichen, das sich immer mehr in die späten Abendstunden verlagert. Von Oktober bis Ende Mai werden daher in drei Stuttgarter Bezirken von 22.00 bis 1.00 Uhr Basketballturniere durchgeführt. Um möglichst viele Jugendliche zu erreichen, werden drei Hallen im Wechsel bespielt. Durch das Angebot werden nächtliche bzw. gesellschaftliche Ausgrenzungen wie Kriminalität, Gewalttätigkeit, Suchtmittelmissbrauch präventiv begegnet. Jugendsacharbeiter der Polizei und Sozialarbeiter haben vor Ort die Möglichkeit mit Jugendlichen ins Gespräch zu kommen.

### Nachtsport/Nachtaktiv
Mit dem Modul Nachtaktiv wurde die Sparte Nachtsport 2007 erweitert. Grund für die Erweiterung waren die Berichte in der Stuttgarter Presse über Sachbeschädigungen, Beleidigungen oder Ruhestörungen, die häufig dem Fehlverhalten von Jugendlichen zugeschrieben wurden. Um den Jugendlichen ein sinnvolles Freizeitangebot zu ermöglichen, wurde Nachtaktiv im Stadtbezirk Sillenbuch als ein offenes Angebot installiert. In diesem Rahmen haben die Jugendlichen die Möglichkeit, von 21.45 bis 23.15 Uhr Sport zu treiben. Im Zusammenspiel von Sport, Jugendhilfe und städtischer Jugendbeteiligung werden bei dem Angebot optimale Bedingungen für die Arbeit mit Jugendlichen geschaffen.
Aufgrund der steigenden Nachfrage wurde das Angebot „Nachtaktiv“ auf die Stadtteile Weilimdorf, Münster, Stuttgart-Nord, Plieningen und Stammheim ausgeweitet.

### Selbstbehauptung
Selbstbehauptungskurse sind ein wichtiger Bestandteil bei der Arbeit zum Schutz der Kinder und Jugendlichen vor Gewalt. Damit die Kinder und Jugendlichen lernen, sich in schwierigen Situationen richtig zu verhalten, ist das Training von hoher Bedeutung. Das GES bietet drei verschiedene, zielgruppenspezifische Selbstbehauptungsangebote für Kinder und Jugendliche zwischen vier und 18 Jahren an. Alle Angebote haben das Ziel, Kinder so zu schulen, dass sie Gefahren erkennen und lernen, auf diese angemessen und richtig zu reagieren.

„Nein heißt Nein“ (für Kindertagesstätten und die Klassenstufen 1 und 2):
Durch Spielsituationen werden Gefahrensituationen dargestellt und die Kinder zum lösungsorientierten Reagieren ermutigt.<
„Wehr dich mit Köpfchen (WdmK)“ (für Sonderschulen und die Klassenstufen 3 und 4):
WdmK ist ein Kooperationsprojekt des Regierungspräsidiums Stuttgart, der Polizei und des GES. Ziel des theoretischen als auch praktischen Angebotes ist die Förderung der Selbstbehauptung sowie der Zivilcourage. Die Kinder sollen eine grundlegende Selbstsicherheit erlangen und sich dadurch richtig in Gefahrensituationen verhalten.

„Sicher und Stark“ (für Einrichtungen der Kinder- und Jugendhilfe sowie die Klassenstufen 5 bis 7):
Schwerpunkt dieses Angebotes ist der Umgang mit Provokationen sowie der Erwerb von Deeskalationsstrategien und deren Handhabung bei Konflikten.

## Seminare und Fortbildungen
Ein weiterer Baustein im GES sind Seminare und Fortbildungsveranstaltungen. Basierend auf den Erfahrungen mit sehr heterogenen Zielgruppen wurden praxisnahe Fortbildungsmodule entwickelt, die speziell auf den Umgang mit Störern oder Störungen sowie auf das Auftreten der Sportfachkräfte in unterschiedlichen Lern- und Bildungssettings abzielen.
Zielgruppe der Weiterbildungen sind Menschen, die in verschiedenen Funktionen mit Gruppen arbeiten (Lehrer, Sozialarbeiter, Erzieher, Übungsleiter, Trainer, Absolventen von Freiwilligendienste,…).

## Partner
Um das Bildungspotenzial des Sports voll auszuschöpfen, greift das GES auf ein Kooperationsnetzwerk mit Partnern aus verschiedenen gesellschaftlichen Bereichen zurück. Insbesondere sind dies Schulen, Sportvereine, städtische Stellen, Einrichtungen der Kinder- und Jugendhilfe und Stadtteilbüros. Das GES übernimmt in dieser auf lange Zeit angelegten Zusammenarbeit eine führende Rolle, deren Erfolg nur im Zusammenspiel aller gesellschaftlichen Gruppen gelingen kann.

## Mitarbeiter
Derzeit arbeiten beim Gemeinschaftserlebnis Sport acht hauptamtliche Mitarbeiter, die durch Absolventen eines Freiwilligen Sozialen Jahres (FSJ) oder des Bundesfreiwilligendienstes (BFD), Praktikanten, Honorarkräfte sowie ehrenamtlichen Helfer unterstützt werden. Die Geschäftsführung obliegt dem Sportkreis Stuttgart e.V.